# Autocefalia
La autocefalia (del griego αὐτο- auto-, 'propia', y κεφαλή kephalḗ, 'cabeza') en el cristianismo, especialmente en las Iglesias ortodoxas y ortodoxas orientales, es el estatus jerárquico de una Iglesia en la que tiene como cabeza a uno de sus obispos, quien no responde a la autoridad de ningún otro jerarca. Cuando un concilio ecuménico, un sínodo o un patriarca libera provincias eclesiásticas de su autoridad y la nueva Iglesia independiente se mantiene en comunión completa (o plena) con la jerarquía a la cual cesa de pertenecer, el sínodo o patriarca está concediendo la autocefalia.
Por ejemplo, a la Iglesia de Chipre le fue reconocida la autocefalia por el Concilio de Éfeso y es dirigida por el arzobispo de todo Chipre, quien no responde a ningún jerarca superior, aunque su Iglesia se mantiene en plena comunión con otras Iglesias ortodoxas. Similarmente, a la Iglesia tewahedo de Etiopía le fue concedida la autocefalia por el papa copto en 1950 y a la Iglesia ortodoxa en América también le fue concedida la autocefalia por el Patriarca de Moscú en 1970.
Un rango anterior a la autocefalia es la autonomía. Una Iglesia que es autónoma tiene a su obispo de mayor rango, como un arzobispo o metropolitano, nombrado o confirmado por el patriarca de la Iglesia madre, pero es autodeterminante en cualquier otro sentido.
Literalmente, 'autocéfala' no significa autogobernada, significa «con propia cabeza»; por lo tanto, autocéfala denota que tiene cabeza propia, mientras que 'autónoma' significa literalmente «autolegislada», pues nomos es la palabra griega para «ley». El equivalente en latín de 'autónoma' es sui iuris.